# 吳密察
吳密察（1956年3月22日—），臺灣歷史學者，出生於台南縣北門鄉（今臺南市北門區），國立臺灣大學歷史學系兼任教授，曾任國史館館長、國立故宮博物院院長、國立台灣歷史博物館首任館長。

## 學歷
1974年台南一中畢業後，考進國立台灣大學圖書館學系（今圖書資訊學系），後轉到歷史學系，同班同學有周婉窈、陳弱水、胡忠信、劉黎兒等，1978年畢業留校擔任助教，1984年留學日本，1987年在東京大學取得（大學院人文科學研究科）碩士學位，並升入博士班，1990年修畢博士課程。

## 經歷
- 1978年，從國立台灣大學歷史學系畢業後留校擔任助教，1984年升任講師，1990年升任副教授。

- 1995年，到英國牛津大學做研究，1995年到1996年間在日本東京大學的東洋文化研究所以外國人身份做研究員。

- 2001年，進入文化行政體系，出任行政院文化建設委員會副主任委員兼中部辦公室主任，在2004年5月20日卸任。

- 2006年12月，接替退休的呂理政出任國立台灣歷史博物館籌備處主任。

- 2007年，國立台灣歷史博物館正式成立後，出任館長，並兼代國立台灣文學館籌備處主任，直到同年8月台灣文學館館長鄭邦鎮上任才不再兼代。

- 2008年8月1日，轉任國立成功大學台灣文學系專任教授，曾兼系主任，2010年8月1日退休轉為兼任教授。

- 2016年5月20日，出任國史館館長。

- 2019年2月13日，行政院發言人Kolas Yotaka宣佈其將轉任國立故宮博物院院長[1]，翌日上午舉行交接儀式[2]。

## 外部連結
- 吳密察的Facebook專頁
- 吳密察 - NCKU, 成功大學-台灣文學系
- 國立成功大學台灣文學系（页面存档备份，存于）

| 官衔                               | 官衔                                                   | 官衔                               |
| ---------------------------------- | ------------------------------------------------------ | ---------------------------------- |
| 總統府                             |                                                        |                                    |
| 前任： 呂芳上                      | 國史館館長 第九任 2016年5月20日－2019年2月13日         | 繼任： 何智霖（代理） 正任：陳儀深 |
| 行政院                             |                                                        |                                    |
| 前任： 李靜慧（代理） 正任：陳其南 | 國立故宮博物院院長 第十任 2019年2月14日－2023年1月30日 | 繼任： 蕭宗煌                      |